# 14ª edizione dei Satellite Awards
I premi della 14ª edizione dei Satellite Award, premio cinematografico e televisivo, sono stati consegnati il 20 dicembre 2009.

## Cinema

### Miglior film drammatico
- The Hurt Locker, regia di Kathryn Bigelow
- Bright Star, regia di Jane Campion
- An Education, regia di Lone Scherfig
- Oltre le regole - The Messenger (The Messenger), regia di Oren Moverman
- Precious, regia di Lee Daniels
- The Stoning of Soraya M., regia di Cyrus Nowrasteh

### Miglior film commedia o musicale
- Nine, regia di Rob Marshall
- È complicato (It's Complicated), regia di Nancy Meyers
- The Informant!, regia di Steven Soderbergh
- Julie & Julia, regia di Nora Ephron
- A Serious Man, regia di Joel ed Ethan Coen
- Tra le nuvole (Up in the Air), regia di Jason Reitman

### Miglior film straniero
- Gli abbracci spezzati (Los abrazos rotos), regia di Pedro Almodóvar • Spagna - ex aequo
- Affetti & dispetti (La nana), regia di Sebastián Silva • Cile/Messico - ex aequo
- La battaglia dei tre regni (Chi bi), regia di John Woo • Cina
- J'ai tué ma mère, regia di Xavier Dolan • Canada
- Il nastro bianco (Das weisse Band - Eine deutsche Kindergeschichte), regia di Michael Haneke • Austria
- Winter in Wartime (Oorlogswinter), regia di Martin Koolhoven • Paesi Bassi

### Miglior film d'animazione o a tecnica mista
- Fantastic Mr. Fox, regia di Wes Anderson
- Harry Potter e il principe mezzosangue (Harry Potter and the Half-Blood Prince), regia di David Yates
- Nel paese delle creature selvagge (Where the Wild Things Are), regia di Spike Jonze
- Piovono polpette (Cloudy with a Chance of Meatballs), regia di Phil Lord e Christopher Miller
- La principessa e il ranocchio (The Princess and the Frog), regia di Ron Clements e John Musker
- Up, regia di Pete Docter e Bob Peterson

### Miglior film documentario
- Every Little Step, regia di James D. Stern e Adam Del Deo
- The Cove - La baia dove muoiono i delfini (The Cove), regia di Louie Psihoyos
- It Might Get Loud, regia di Davis Guggenheim
- Les Plages d'Agnès, regia di Agnès Varda
- The September Issue, regia di R. J. Cutler
- Valentino: L'ultimo imperatore (Valentino: The Last Emperor), regia di Matt Tyrnauer

### Miglior regista
- Kathryn Bigelow – The Hurt Locker
- Neill Blomkamp – District 9
- Jane Campion – Bright Star
- Lee Daniels – Precious
- Rob Marshall – Nine
- Lone Scherfig – An Education

### Miglior attore in un film drammatico
- Jeremy Renner – The Hurt Locker
- Jeff Bridges – Crazy Heart
- Hugh Dancy – Adam
- Johnny Depp – Nemico pubblico - Public Enemies (Public Enemies)
- Colin Firth – A Single Man
- Michael Sheen – Il maledetto United (The Damned United)

### Miglior attrice in un film drammatico
- Shohreh Aghdashloo – The Stoning of Soraya M.
- Emily Blunt – The Young Victoria
- Abbie Cornish – Bright Star
- Penélope Cruz – Gli abbracci spezzati (Los abrazos rotos)
- Carey Mulligan – An Education
- Catalina Saavedra – Affetti & dispetti (La nana)

### Miglior attore in un film commedia o musicale
- Michael Stuhlbarg – A Serious Man
- George Clooney – Tra le nuvole (Up in the Air)
- Bradley Cooper – Una notte da leoni (The Hangover)
- Matt Damon – The Informant!
- Daniel Day-Lewis – Nine

### Miglior attrice in un film commedia o musicale
- Meryl Streep – Julie & Julia
- Sandra Bullock – Ricatto d'amore (The Proposal)
- Marion Cotillard – Nine
- Zooey Deschanel – (500) giorni insieme ((500) Days of Summer)
- Katherine Heigl – La dura verità (The Ugly Truth)

### Miglior attore non protagonista
- Christoph Waltz – Bastardi senza gloria (Inglourious Basterds)
- Woody Harrelson – Oltre le regole - The Messenger (The Messenger)
- James McAvoy – The Last Station
- Alfred Molina – An Education
- Timothy Spall – Il maledetto United (The Damned United)

### Miglior attrice non protagonista
- Mo'Nique – Precious
- Emily Blunt – Sunshine Cleaning
- Penélope Cruz – Nine
- Anna Kendrick – Tra le nuvole (Up in the Air)
- Mozhan Marnò – The Stoning of Soraya M.

### Miglior sceneggiatura originale
- Scott Neustadter e Michael H. Weber – (500) giorni insieme ((500) Days of Summer)
- Mark Boal – The Hurt Locker
- Jane Campion – Bright Star
- Joel ed Ethan Coen – A Serious Man
- Bob Peterson e Pete Docter – Up

### Miglior sceneggiatura non originale
- Geoffrey Fletcher – Precious
- Neill Blomkamp e Terri Tatchell – District 9
- Nora Ephron – Julie & Julia
- Nick Hornby – An Education
- Jason Reitman e Sheldon Turner – Tra le nuvole (Up in the Air)

### Miglior montaggio
- Chris Innis e Bob Murawski – The Hurt Locker
- David Brenner e Peter S. Elliot – 2012
- Julian Clarke – District 9
- Greg Finton – It Might Get Loud
- Angie Lam, Yang Hongyu e Robert A. Ferretti – La battaglia dei tre regni (Chi bi)

### Miglior fotografia
- Dion Beebe – Nine
- Roger Deakins – A Serious Man
- Guillermo Navarro e Erich Roland –It Might Get Loud
- Robert Richardson – Bastardi senza gloria (Inglourious Basterds)
- Dante Spinotti – Nemico pubblico - Public Enemies (Public Enemies)
- Lu Yue e Zhang Li – La battaglia dei tre regni (Chi bi)

### Miglior scenografia
- Ian Phillips e Dan Bishop – A Single Man
- Barry Chusid e Elizabeth Wilcox – 2012
- Nathan Crowley, Patrick Lumb e William Ladd Skinner – Nemico pubblico - Public Enemies (Public Enemies)
- Terry Gilliam e Anastasia Masaro – Parnassus - L'uomo che voleva ingannare il diavolo (The Imaginarium of Doctor Parnassus)
- Chris Kennedy – The Road
- Tim Yip – La battaglia dei tre regni (Chi bi)

### Migliori costumi
- Monique Prudhomme – Parnassus - L'uomo che voleva ingannare il diavolo (The Imaginarium of Doctor Parnassus)
- Colleen Atwood – Nine
- Consolata Boyle – Chéri
- Sandy Powell – The Young Victoria
- Tim Yip – La battaglia dei tre regni (Chi bi)

### Miglior colonna sonora
- Rolfe Kent – Tra le nuvole (Up in the Air)
- Carter Burwell e Karen Orzolek – Nel paese delle creature selvagge (Where the Wild Things Are)
- Michael Giacchino – Up
- Elliot Goldenthal – Nemico pubblico - Public Enemies (Public Enemies)
- Marvin Hamlisch – The Informant!
- Gabriel Yared – Amelia

### Miglior canzone originale
- Weary Kind (Ryan Bingham), testo e musica di Ryan Bingham e T Bone Burnett – Crazy Heart
- Almost There (Anika Noni Rose), testo e musica di Randy Newman – La principessa e il ranocchio (The Princess and the Frog)
- Cinema Italiano (Kate Hudson), testo e musica di Maury Yeston – Nine
- Down in New Orleans (Anika Noni Rose), testo e musica di Randy Newman – La principessa e il ranocchio (The Princess and the Frog)
- I Can See in Color (Mary J. Blige), testo e musica di Mary J. Blige – Precious
- We are the Children of the World (Jam Theatre Company), testo e musica di Terry Gilliam – Parnassus - L'uomo che voleva ingannare il diavolo (The Imaginarium of Doctor Parnassus)

### Miglior suono
- Jeffrey J. Haboush, Michael Keller, Rick Kline, Michael McGee, Paul N.J. Ottosson – 2012
- Steve Burgess, Roger Savage – La battaglia dei tre regni (Chi bi)
- Joel Dougherty, Chuck Fitzpatrick – It Might Get Loud
- Ron Bartlett, Cameron Frankley, Mark Ulano, Richard Van Dyke – Terminator Salvation
- Erik Aadahl, Geoffrey Patterson, Greg P. Russell, Gary Summers, Ethan Van der Ryn – Transformers - La vendetta del caduto (Transformers: Revenge of the Fallen)

### Migliori effetti visivi
- Volker Engel, Mike Vézina, Marc Weigert – 2012
- Craig Hayes – La battaglia dei tre regni (Chi bi)
- Charlie Bradbury, Robert Habros, Winston Helgason, Stephen Pepper – District 9
- Tim Ledbury – Fantastic Mr. Fox
- Richard Bain, John Paul Docherty – Parnassus - L'uomo che voleva ingannare il diavolo (The Imaginarium of Doctor Parnassus)
- Scott Benza, Wayne Billheimer, Scott Farrar, John Frazier – Transformers - La vendetta del caduto (Transformers: Revenge of the Fallen)

## Televisione

### Miglior serie drammatica
- Breaking Bad
- Big Love
- Damages
- The Good Wife
- In Treatment
- Mad Men

### Miglior serie commedia o musicale
- Glee
- 30 Rock
- The Big Bang Theory
- Flight of the Conchords
- How I Met Your Mother
- Weeds

### Miglior miniserie
- Little Dorrit, regia di Diarmuid Lawrence, Adam Smith e Dearbhla Walsh
- Collision, regia di Marc Evans
- Diamonds, regia di Andy Wilson
- The Prisoner, regia di Nick Hurran
- Il commissario Wallander (Wallander), regia di Esther May Campbell, Benjamin Caron, Toby Haynes, Niall MacCormick, Hettie Macdonald, Charles Martin, Philip Martin, Aisling Walsh, Andy Wilson

### Miglior film per la televisione
- Grey Gardens - Dive per sempre (Grey Gardens), regia di Michael Sucsy
- Un amore per Leah (Loving Leah), regia di Jeff Bleckner
- Il coraggio di Irena Sendler (The Courageous Heart of Irena Sendler), regia di John Kent Harrison
- Endgame, regia di Pete Travis
- Into the Storm - La guerra di Churchill (Into the Storm), regia di Thaddeus O'Sullivan
- Taking Chance - Il ritorno di un eroe (Taking Chance), regia di Ross Katz

### Miglior attore in una serie drammatica
- Bryan Cranston – Breaking Bad
- Gabriel Byrne – In Treatment
- Nathan Fillion – Castle
- Jon Hamm – Mad Men
- Lucian Msamati – The No. 1 Ladies' Detective Agency
- Bill Paxton – Big Love

### Miglior attrice in una serie drammatica
- Glenn Close – Damages
- Edie Falco – Nurse Jackie - Terapia d'urto (Nurse Jackie)
- Stana Katic – Castle
- Julianna Margulies – The Good Wife
- Elisabeth Moss – Mad Men
- Jill Scott – The No. 1 Ladies' Detective Agency

### Miglior attore in una serie commedia o musicale
- Matthew Morrison – Glee
- Alec Baldwin – 30 Rock
- Jemaine Clement – Flight of the Conchords
- Stephen Colbert – The Colbert Report
- Danny McBride – Eastbound & Down
- Jim Parsons – The Big Bang Theory

### Miglior attrice in una serie commedia o musicale
- Lea Michele – Glee
- Julie Bowen – Modern Family
- Toni Collette – United States of Tara
- Brooke Elliott – Drop Dead Diva
- Tina Fey – 30 Rock
- Mary-Louise Parker – Weeds

### Miglior attore in una miniserie o film per la televisione
- Brendan Gleeson – Into the Storm - La guerra di Churchill (Into the Storm)
- Kevin Bacon – Taking Chance - Il ritorno di un eroe (Taking Chance)
- Kenneth Branagh – Il commissario Wallander (Wallander)
- William Hurt – Endgame
- Jeremy Irons – Georgia O'Keeffe
- Ian McKellen – The Prisoner

### Miglior attrice in una miniserie o film per la televisione
- Drew Barrymore – Grey Gardens - Dive per sempre (Grey Gardens)
- Lauren Ambrose – Un amore per Leah (Loving Leah)
- Judy Davis – Diamonds
- Jessica Lange – Grey Gardens - Dive per sempre (Grey Gardens)
- Janet McTeer – Into the Storm - La guerra di Churchill (Into the Storm)
- Sigourney Weaver – Prayers for Bobby

### Miglior attore non protagonista in una serie, miniserie o film per la televisione
- John Lithgow – Dexter
- Chris Colfer – Glee
- Tom Courtenay – Little Dorrit
- Neil Patrick Harris – How I Met Your Mother
- John Noble – Fringe
- Harry Dean Stanton – Big Love

### Miglior attrice non protagonista in una serie, miniserie o film per la televisione
- Jane Lynch – Glee
- Cherry Jones – 24
- Judy Parfitt – Little Dorrit
- Anika Noni Rose – The No. 1 Ladies' Detective Agency
- Chloë Sevigny – Big Love
- Vanessa Williams – Ugly Betty

## Altri premi

### Miglior cast in un film
- Nine – Daniel Day-Lewis, Marion Cotillard, Penélope Cruz, Judi Dench, Fergie, Kate Hudson, Nicole Kidman, Sophia Loren

### Miglior cast in una serie televisiva
- True Blood – Chris Bauer, Mehcad Brooks, Anna Camp, Nelsan Ellis, Michelle Forbes, Mariana Klaveno, Ryan Kwanten, Todd Lowe, Michael McMillian, Stephen Moyer, Anna Paquin, Jim Parrack, Carrie Preston, William Sanderson, Alexander Skarsgård, Sam Trammell, Rutina Wesley, Deborah Ann Woll

### Miglior talento emergente
- Gabourey Sidibe – Precious

### Migliore guest star in una serie televisiva
- Kristin Chenoweth – Glee

### Auteur Award
- Roger Corman

### Mary Pickford Award
- Michael York

### Nicola Tesla Award
- Roger Deakins

### 10 migliori film del 2009
(In ordine alfabetico)
- (500) giorni insieme ((500) Days of Summer)
- Bastardi senza gloria (Inglourious Basterds)
- Bright Star
- An Education
- The Hurt Locker
- Nine
- Precious
- A Serious Man
- The Stoning of Soraya M.
- Tra le nuvole (Up in the Air)